# Hysteriales
Ordre
Les Hysteriales sont un ordre de champignons de la classe des Pleosporomycetidae.

## Liste des familles
- Hysteriaceae